# Tram van Neurenberg
De tram van Neurenberg is het derde belangrijkste vervoermiddel in het openbaar vervoer van de Duitse stad Neurenberg. Het normaalsporige net met een lengte van 38,4 kilometer wordt door de  Verkehrs-Aktiengesellschaft Nürnberg (VAG) geëxploiteerd. De eerste paardentrams reden al 1881, elektrische trams vanaf 1896. Vanaf de jaren 1970 werd een deel van het tramnetwerk vervangen door de opening van metrotrajecten. Zo is de tram naar Fürth in 1981 verdwenen en vanaf 1982 door metrolijn U1 vervangen.

## Netwerk
Het totale netwerk bestaat uit (in 2024) 7 tramlijnen: te weten 4-8 en 10 evenals 11.

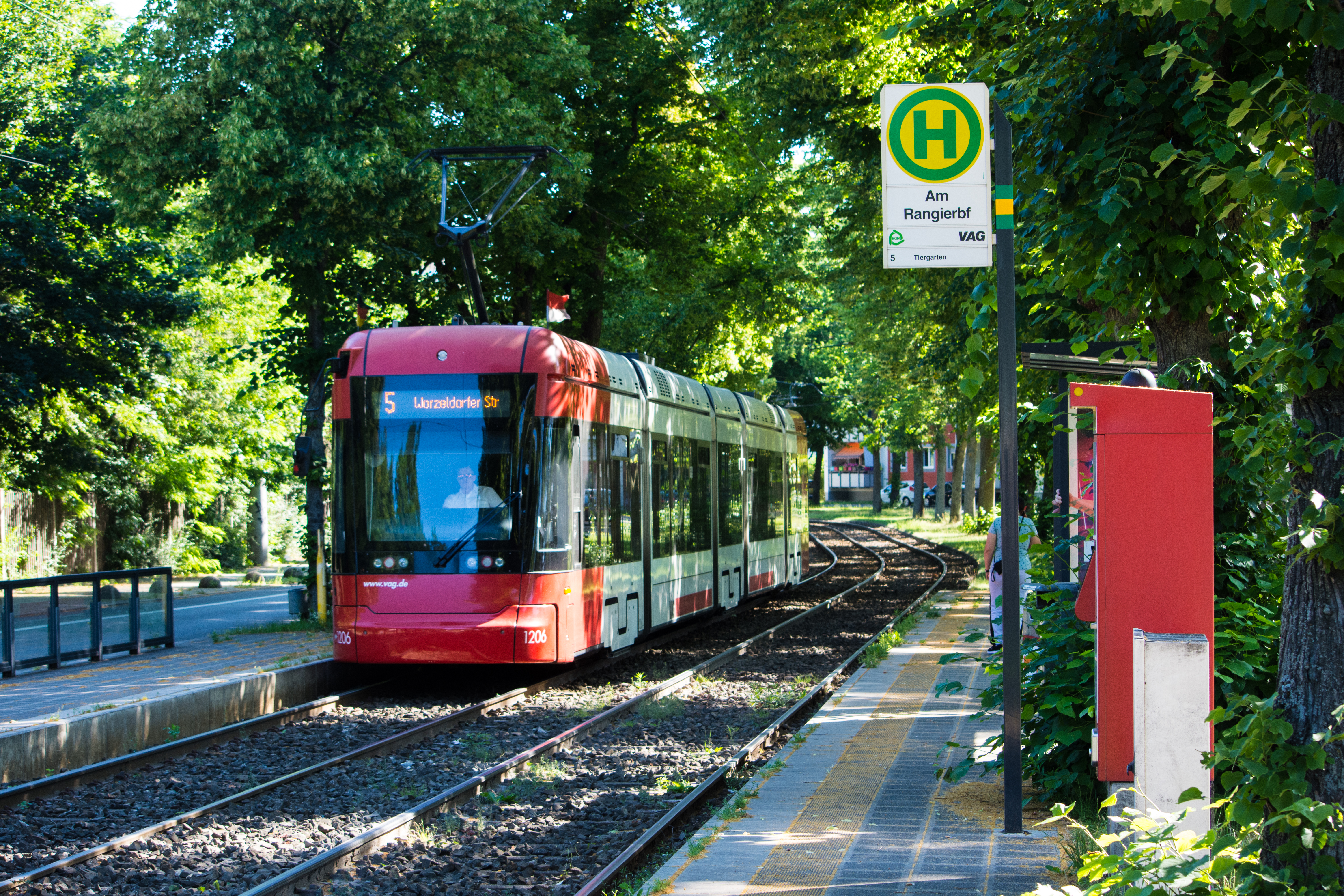
Een Variobahn bij een halte.

## Materieel
In Neurenberg is het gebruikelijk elk nieuw tramtype een naam te geven met onder andere het aantal assen erin verwerkt.

### Huidig
- GT6N In 1995 en 1996 werden door AEG 14 lagevloertrams van het type AEG geveleverd. Ze zijn tussen 2017 en 2020 opgeknapt en nog allemaal in dienst.
- GT8N In 1995 en 2000 werden door Adtranz 26 lagevloertrams van een verbeterd type van de AEG geveleverd. Ze zijn tussen 2020 en 2022 opgeknapt en nog allemaal in dienst.
- GTV6 Van 2007 tot 2009 werden bij Stadler 8 lagevloertrams van het type Variobahn geleverd.
- Avenio Sinds 2022 werden bij Siemens zijn 26 trams van het type Avenio geleverd. Ze vervangen geen oud materieel maar zijn nodig voor netuitbreidingen.